# Easton (Kansas)
Easton és una població dels Estats Units a l'estat de Kansas. Segons el cens del 2000 tenia 362 habitants.

## Demografia
Segons el cens del 2000, Easton tenia 362 habitants, 117 habitatges, i 87 famílies. La densitat de població era de 998,3 habitants/km².
Dels 117 habitatges en un 44,4% hi vivien nens de menys de 18 anys, en un 54,7% hi vivien parelles casades, en un 12% dones solteres, i en un 24,8% no eren unitats familiars. En el 22,2% dels habitatges hi vivien persones soles el 6% de les quals corresponia a persones de 65 anys o més que vivien soles. El nombre mitjà de persones vivint en cada habitatge era de 2,72 i el nombre mitjà de persones que vivien en cada família era de 3,16.
Per edats la població es repartia de la següent manera: un 31,5% tenia menys de 18 anys, un 8,8% entre 18 i 24, un 25,4% entre 25 i 44, un 12,7% de 45 a 60 i un 21,5% 65 anys o més.
L'edat mediana era de 32 anys. Per cada 100 dones de 18 o més anys hi havia 90,8 homes.
La renda mediana per habitatge era de 26.818 $ i la renda mediana per família de 29.000 $. Els homes tenien una renda mediana de 26.625 $ mentre que les dones 19.375 $. La renda per capita de la població era de 12.751 $. Entorn del 22,1% de les famílies i el 18,1% de la població estaven per davall del llindar de pobresa.

## Poblacions més properes
El següent diagrama mostra les poblacions més properes.